# مستشفى روبرت دوبريه
المستشفى الجامعي روبرت دوبريه هو مستشفى من المساعدة العامة لمستشفيات باريس (AP-HP) في الدائرة التاسعة عشرة في باريس فيباريس. متخصص هذا المستشفى بعلاج الأطفال وأمراض الطفولة النادرة.